# Центр по энергосбережению

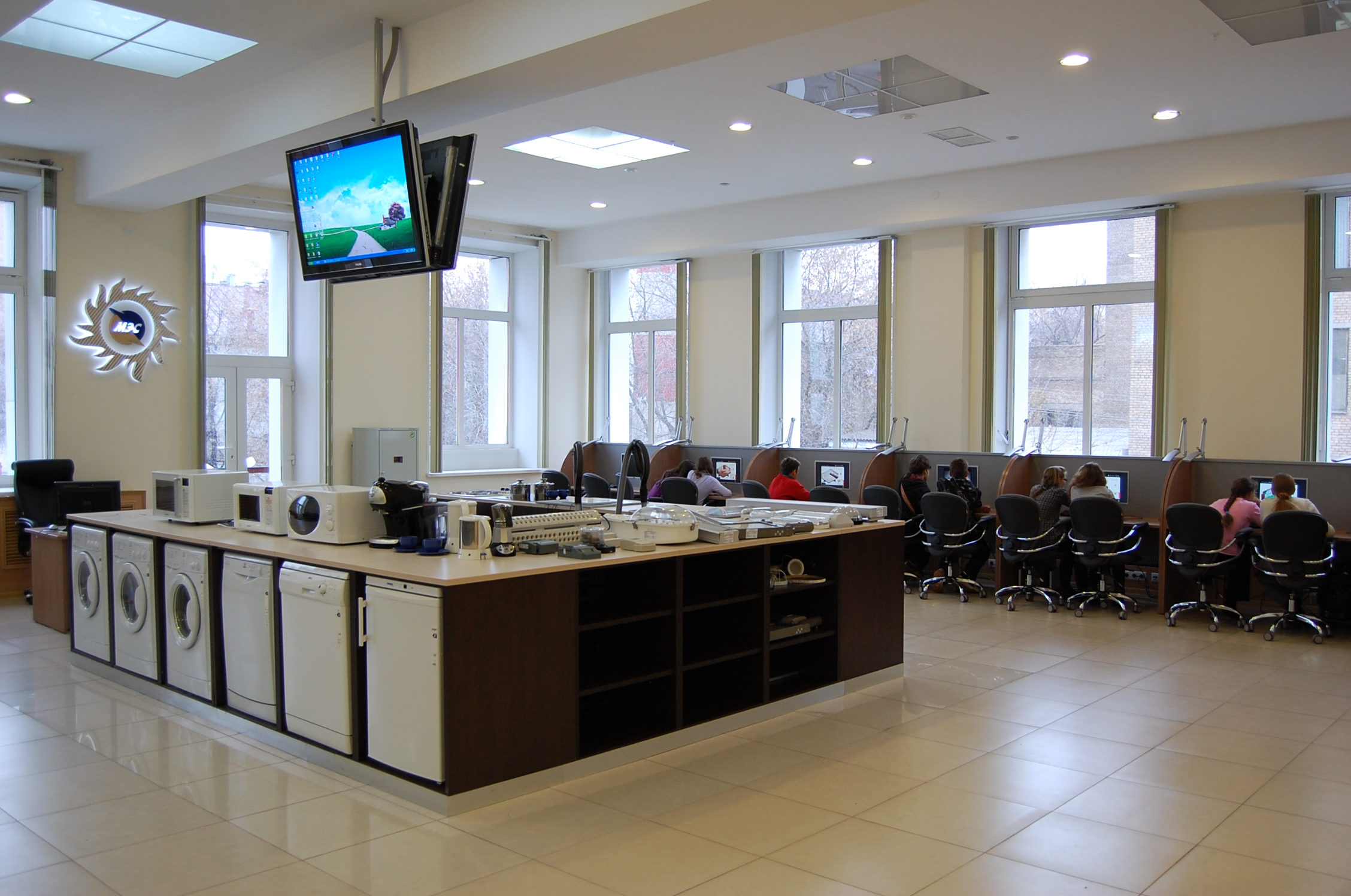
Центр по энергосбережению ОАО "Мосэнергосбыт

Центр по энергосбережению — российский учебно-аналитический центр, открытый в 2009 году ПАО «Мосэнергосбыт», целями которого декларировались выделение и демонстрация энергоэффективного оборудования как для бытового, так и для промышленного сектора, и обучение энергосбережению и формирование у населения РФ рачительного отношения к энергоресурсам. В 2017 году Центр прекратил свое существование.

## История
Предпосылкой создания подобного центра явился мировой опыт работы по сокращению выбросов углекислого газа, сбережения энергии и формирования у населения рачительного отношения к энергоресурсам. Идея создания обучающего центра родилась у первого заместителя генерального директора ОАО «Мосэнергосбыт» (сейчас — управляющий директор ПАО «Мосэнергосбыт») Петра Синютина после посещения подобного Центра в Финляндии. Данный проект был реализован в течение нескольких месяцев. В работе над проектом принимали участие Сергей Кюрегян, Андрей Демин и прочие.

Открыли Центр по энергосбережению весной 2009 года Юрий Липатов, депутат Госдумы, председатель комитета по энергетике Госдумы, Евгений Скляров, руководитель департамента топливно-энергетического хозяйства г. Москвы, и Петр Синютин, управляющий директор ПАО «Мосэнергосбыт».

## Центры энергосбережения России
Открытие Центра по энергосбережению компанией «Мосэнергосбыт» дало старт подобным проектам во многих регионах РФ.
- в Мурманске
- в Санкт-Петербурге
- в Рязани
- в Тамбове
- в Новочебоксарске
- в Красноярске
- в г. Мытищи

## Результаты работы
Благодаря работе Центра по энергосбережению в 2011 году компания «Мосэнергосбыт» стала лауреатом ежегодной премии в области энергосбережения «Берегите энергию» в номинации «Лучший проект в области обучения энергосбережению».